# Contribuciones Ocasionales del Museo de Historia Natural del Colegio "De La Salle"
Contribuciones Ocasionales del Museo de Historia Natural del Colegio "De La Salle" (abreviado Contr. Ocas. Mus. Hist. Nat. Colegio "De La Salle") fue una revista con ilustraciones y descripciones botánicas que fue editada en La Habana desde el año  1944 hasta 1960.